# Râul Sauer, Mosela
Sauer (în franceză Sûre) este un afluent de stânga a râului Mosela cu o lungime de 173 km, care curge prin Belgia, Luxemburg și Germania. Este cel mai important râu din sudul Ardenilor și are o suprafață a bazinului hidrografic de 4.259 km².

## Localități și afluenți

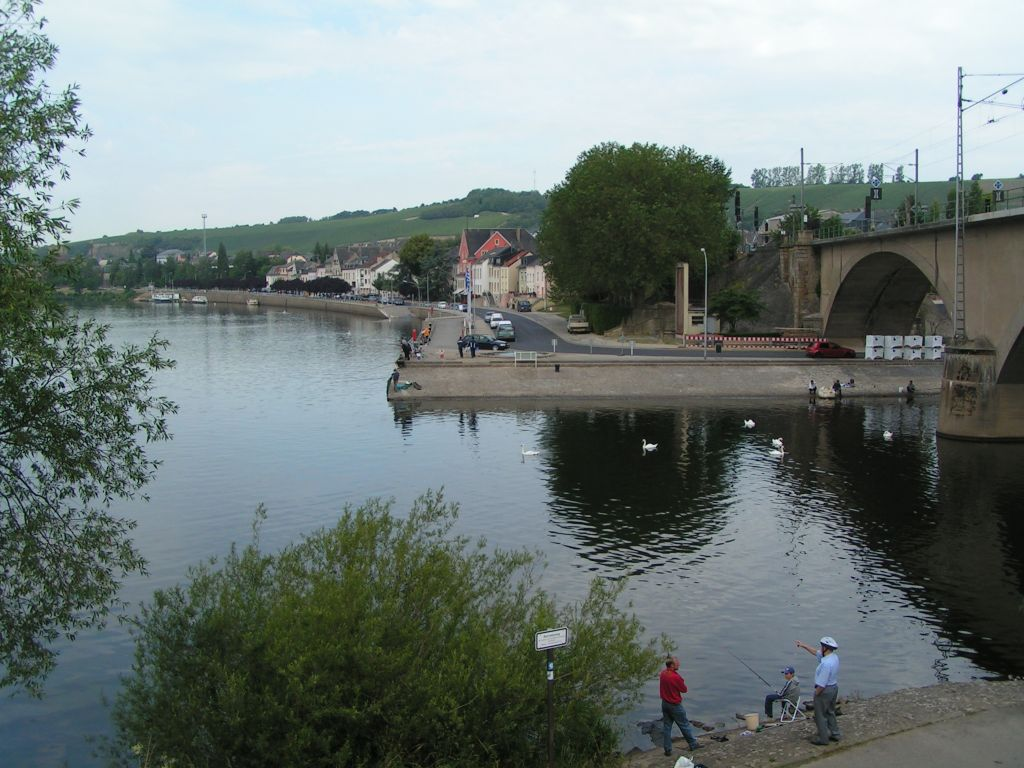
Râul Sauer, Mosela

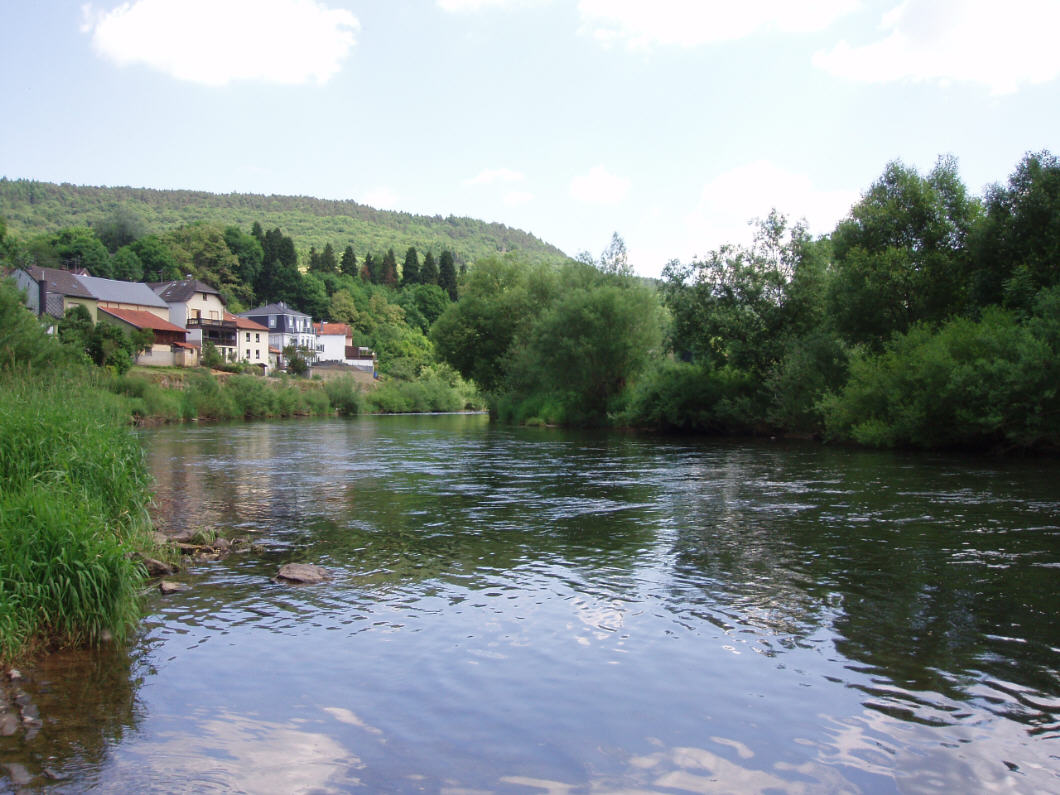
Râul Sauer, Mosela

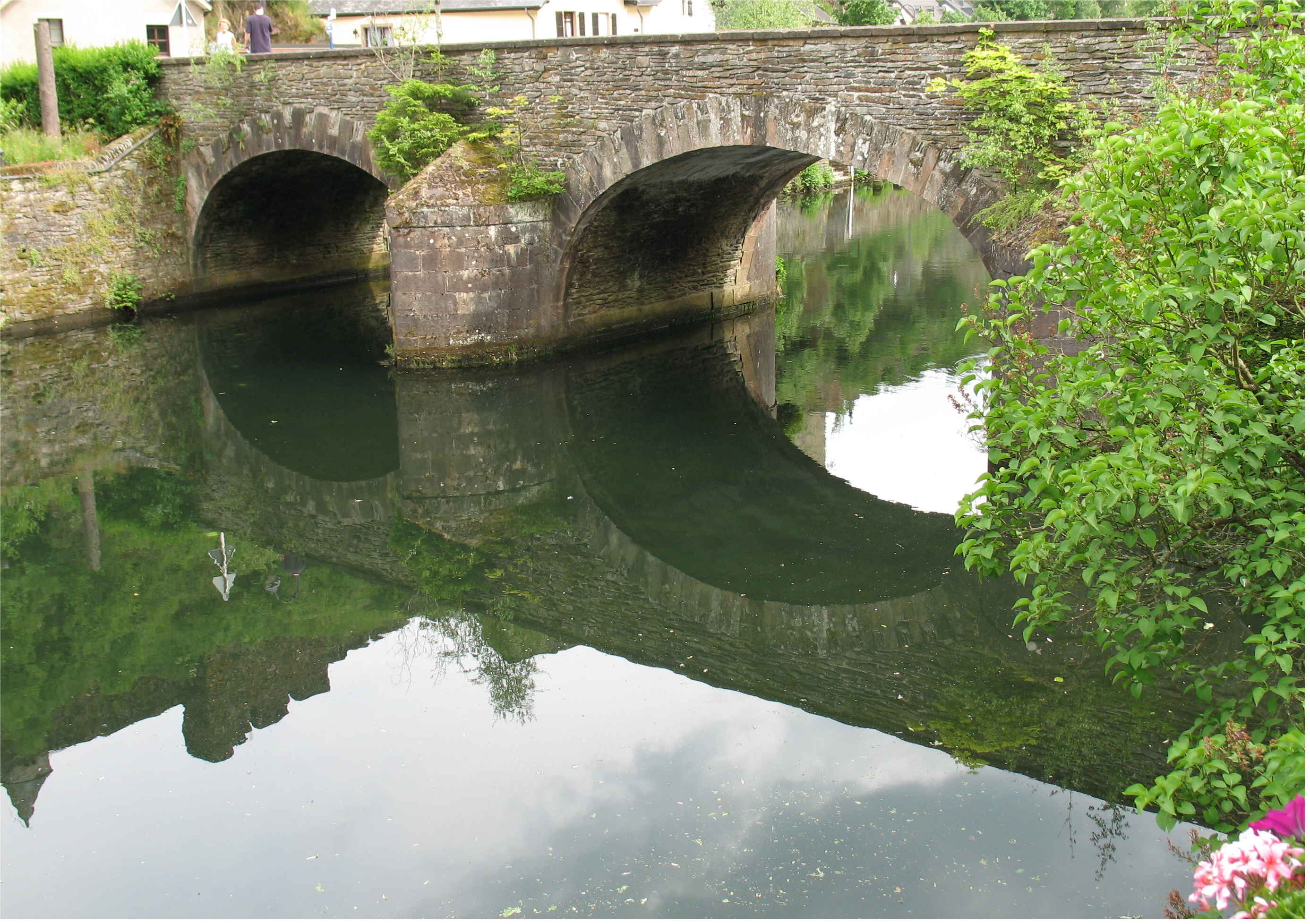
Râul Sauer, Mosela

Localități din amonte spre aval
- Vaux-sur-Sûre (B)
- Martelange (B)
- Insenborn (L)
- Esch (L)
- Michelau, OT, Bourscheid (L)
- Erpeldingen (L)
- Diekirch (L)
- Gilsdorf
- Bettendorf (L)
- Moestroff
- Reisdorf (L)
- Wallendorf (D)
- Grundhof (L)
- Dillingen
- Bollendorf (D)
- Weilerbach (D)
- Echternach (L)
- Minden (D)
- Steinheim (L)
- Rosport (L)
- Ralingen(D)
- Wintersdorf (OT von Ralingen)
- Born (L)
- Moersdorf (L)
- Metzdorf (D)
- Mesenich (D)
- Langsur (D)
- Wasserbillig (L)

Afluenți
- Wiltz (stânga)
- Alzette (dreapta)
- Blees (stânga)
- Weiße Ernz (dreapta)
- Our (stânga)
- Gaybach (stânga)
- Schwarze Ernz (dreapta)
- Prüm (stânga)